# Delay, Deny, Defend
Delay, Deny, Defend: Why Insurance Companies Don't Pay Claims and What You Can Do About It es un libro de 2010 escrito por el profesor de Derecho de Rutgers Jay M. Feinman y publicado por Portfolio Hardcover, un sello de Penguin Group.